# 曼蒂奧 (北卡羅萊納州)
曼蒂奥（英語：Manteo）是美国北卡罗莱纳州的一个小镇。该镇位于罗阿诺克岛。这个名字来自已故的卡罗莱纳州阿尔冈昆语言。